# شاهزاده جورج دانمارک
شاهزاده جورج دانمارک و نروژ، دوک کامبرلند (به انگلیسی: Prince George of Denmark and Norway, Duke of Cumberland)، (به دانمارکی: Jørgen) (۲ آوریل ۱۶۵۳ – ۲۸ اکتبر ۱۷۰۸) همسر ملکه آن بود که از ۱۷۰۲ تا ۱۷۱۴ بر بریتانیای کبیر حکومت می‌کرد.
ازدواج جورج و آن در ابتدای دههٔ ۱۶۸۰ با هدف تقویت اتحاد بین انگلیس و دانمارک به منظور کنترل نیروی دریایی هلند صورت گرفت. به همین دلیل باجناق هلندی جورج ویلیام سوم (همسر ماری دوم) دید خوبی نسبت به او نداشت. جیمز دوم پدر ماری و آن در سال ۱۸۶۹ در انقلاب شکوهمند از سلطنت برکنار شد و بعد از او ویلیام و ماری به سلطنت مشترک بریتانیا رسیدند و آن به عنوان وارث مقدر آن‌ها انتخاب شد.
ویلیام، جرج را از فعالیت نظامی دور نگه می‌داشت و جورج و آن در زمان حیات ماری و ویلیام نفوذ چندانی در حکومت نداشتند. بعد از درگذشت ماری و ویلیام، آن به سلطنت انگلستان رسید. جورج در زمان سلطنت همسرش حتی در صورت مخالفت با آن، از نفوذ خود برای حمایت از او استفاده می کرد. او شخصیتی آسان‌گیر داشت و علاقه چندانی به سیاست نداشت و حتی انتصابش به مقام لرد دریادار عالی در سال ۱۷۰۲ بیشتر تشریفاتی بود.
ملکه آن هفده حاملگی از جورج داشت که از این میان ۱۲ مورد به سقط جنین یا مرده‌زایی منجر شدند و چهار فرزند در نوزادی درگذشتند. تنها فرزند آن‌ها که دوران نوزادی را پشت سر گذاشت پسری به نام ویلیام بود که دچار تشنج (احتمالاً به دلیل هیدروسفالی) بود و در سن ۱۱ سالگی درگذشت. با وجود تاریخچه فرزندانشان، ازدواج جورج و آن ازدواج مستحکمی بود. جورج در سن ۵۵ سالگی در اثر بیماری ریه درگذشت و جسد او کلیسای وست‌مینستر دفن شده است.